# Clay City (Kentucky)
Clay City is een plaats (city) in de Amerikaanse staat Kentucky, en valt bestuurlijk gezien onder Powell County.

## Demografie
Bij de volkstelling in 2000 werd het aantal inwoners vastgesteld op 1303. In 2006 is het aantal inwoners door het United States Census Bureau geschat op 1358, een stijging van 55 (4,2%).

## Geografie
Volgens het United States Census Bureau beslaat de plaats een oppervlakte van 2,8 km², geheel bestaande uit land. Clay City ligt op ongeveer 207 m boven zeeniveau.

## Plaatsen in de nabije omgeving
De onderstaande figuur toont nabijgelegen plaatsen in een straal van 20 km rond Clay City.